# Claudio Villagra
Claudio Daniel Villagra (Despeñaderos, Provincia de Córdoba, Argentina, 2 de enero de 1996) es un futbolista argentino. Juega como delantero y su equipo actual es Arsenal de la Primera Nacional de Argentina.

## Trayectoria
Sus primeros partidos los disputó en la cancha chica del bajo de Alianza. Después, cuando era un poco más grande trasladó sus gambetas a Malvinas Argentinas de Alta Gracia. De allí pasaría a Deportivo Norte de la ciudad del Tajamar. En Alta Gracia culminó su formación para emigrar a Buenos Aires. Con 13 años llegó a Banfield. 
En el Taladro, debutó el 7 de mayo de 2014 contra Aldosivi por Copa Argentina 2014-15, entrando a los 74 minutos por Chetti.
Marcó su primer gol el 1 de noviembre frente a Rosario Central en la victoria por 2-1 (también asistió a Simeone en el primer gol). También marcó y asistió en la victoria por 3-2 ante Aldosivi por la Liguilla Pre Sudamericana el 29 de noviembre.
En el torneo 2016, marcaría su primer gol en el torneo, en el empate 2-2 frente a Rosario Central. En dicho torneo estaría en casi todos los partidos en el banco de suplentes.
En el torneo 2016-17, en la fecha 26 de dicho campeonato, el 27 de mayo de 2017 marco el tercer gol en la victoria de su equipo frente a Temperley con un resultado de 3-1 a favor del conjunto del sur.
Tras no consolidarse en el Taladro, en junio de 2018 fue cedido al Atlético San Luis mexicano, donde logró el ascenso a la Liga MX derrotando a Dorados de Sinaloa dirigido por Diego Maradona. En 2020, partió al Sport Boys Association de Perú. Al año siguiente, reforzó a Temperley.
En febrero de 2022 fue anunciado como nuevo jugador de Deportes Temuco de la Primera B chilena. En la temporada siguiente jugó en el Chaco For Ever y, en 2024, volvió al futbol peruano para jugar por el Deportivo Municipal de la segunda división. Jugó un total de 14 partidos y logró anotar 4 goles, siendo una de las figuras del club. Por un tema de pagos no pudo clasificar a las liguillas finales.

## Clubes
- Actualizado hasta el 7 de septiembre de 2022. Resaltadas temporadas en calidad de cesión.

| Banfield Argentina | 2.ª                 | 2013-14             | 1   | 0  | 1  | 0 | - | - | 2   | 0  | 0,00 |
| Banfield Argentina | 1.ª                 | 2014                | 1   | 0  | 0  | 0 | - | - | 1   | 0  | 0,00 |
| Banfield Argentina | 1.ª                 | 2015                | 2   | 1  | 3  | 1 | - | - | 5   | 2  | 0,40 |
| Banfield Argentina | 1.ª                 | 2016                | 11  | 1  | 1  | 0 | - | - | 12  | 1  | 0,08 |
| Banfield Argentina | 1.ª                 | 2016/17             | 4   | 1  | 1  | 0 | 0 | 0 | 5   | 1  | 0,20 |
| Banfield Argentina | 1.ª                 | 2017/18             | 10  | 0  | 1  | 0 | 1 | 0 | 12  | 0  | 0,00 |
| Banfield Argentina | 1.ª                 | 2019/20             | 3   | 0  | 0  | 0 | 0 | 0 | 3   | 0  | 0,00 |
| Banfield Argentina | Total club          | Total club          | 32  | 3  | 7  | 1 | 1 | 0 | 40  | 4  | 0,10 |
| San Luis · México | 2.ª                 | 2018                | 15  | 2  | 5  | 1 | 0 | 0 | 20  | 3  | 0,15 |
| San Luis · México | Total club          | Total club          | 15  | 2  | 5  | 1 | 0 | 0 | 20  | 3  | 0,15 |
| Sport Boys · Perú | 1.ª                 | 2020                | 23  | 5  | 0  | 0 | - | - | 23  | 5  | 0,21 |
| Sport Boys · Perú | Total club          | Total club          | 23  | 5  | 0  | 0 | 0 | 0 | 23  | 5  | 0,21 |
| Temperley Argentina | 2.ª                 | 2021                | 21  | 2  | 3  | 0 | - | - | 24  | 2  | 0,08 |
| Temperley Argentina | Total club          | Total club          | 21  | 2  | 3  | 0 | - | - | 24  | 2  | 0,08 |
| Deportes Temuco · Chile | 2.ª                 | 2022                | 16  | 0  | 2  | 1 | - | - | 16  | 1  | 0,05 |
| Deportes Temuco · Chile | Total club          | Total club          | 16  | 0  | 2  | 1 | - | - | 18  | 1  | 0,05 |
| Total en su carrera | Total en su carrera | Total en su carrera | 107 | 12 | 17 | 3 | 1 | 0 | 125 | 15 | 0,12 |
| (1) Las copas nacionales se refiere a la Copa México, Copa Chile, Copa Argentina y a la Liguilla pre-Sudamericana. (2) Las copas internacionales se refiere a la Copa Sudamericana y a la Copa Libertadores de América. (3) Media de goles por encuentro. No incluye goles en partidos amistosos. |                     |                     |     |    |    |   |   |   |     |    |      |

## Palmarés

### Campeonatos nacionales
| Título                           | Equipo               | País      | Año     |
| -------------------------------- | -------------------- | --------- | ------- |
| Campeonato de Primera B Nacional | Banfield             | Argentina | 2013/14 |
| Ascenso MX                       | Atlético de San Luis | México    | 2018    |

### Otros logros
| Título                    | Equipo   | País      | Año  |
| ------------------------- | -------- | --------- | ---- |
| Liguilla Pre-Sudamericana | Banfield | Argentina | 2015 |